# 7193 Yamaoka
7193 Yamaoka è un asteroide della fascia principale. Scoperto nel 1993, presenta un'orbita caratterizzata da un semiasse maggiore pari a 3,1344777 UA e da un'eccentricità di 0,0589359, inclinata di 10,19250° rispetto all'eclittica.